# Mosquera (Nariño)
Pour les articles homonymes, voir Mosquera.
Mosquera est une municipalité située dans le département de Nariño en Colombie. Mosquera a été fondée le 24 mai 1824 par le général Tomás Cipriano de Mosquera et obtient le rang de municipalité en 1850. En 1979, le corregimiento de Olaya Herrera se sépare de Mosquera pour former une nouvelle municipalité.